# Transporte multimodal
El transporte multimodal es la articulación entre diferentes modos de transporte, a fin de realizar más rápida y eficazmente las operaciones de trasbordo de materiales y mercancías (incluyendo contenedores, palets o artículos similares utilizados para consolidación de cargas). El transporte multimodal es aquel en el que es necesario emplear más de un tipo de vehículo para transportar la mercancía desde su lugar de origen hasta su destino final, pero mediando un solo contrato de transporte.
De acuerdo con el concepto general de transporte multimodal, es posible transportar carga por medios multimodales a granel, con o sin contenedores o efectuar operaciones de transporte multimodal doméstico. Dentro de este marco global, distinguimos el transporte intermodal (utilizando diversos tipos de transporte pero utilizando una única medida de carga) y transporte combinado (diferentes medios dentro de una misma cadena de transportes).
Generalmente el transporte multimodal es efectuado por un operador de transporte multimodal, quien celebra un Contrato de Transporte Multimodal y asume la responsabilidad de su cumplimiento en calidad de porteador.

## Entrega
En la práctica los promotores de carga se han convertido al transporte multimodal, aceptando una mucha más amplia responsabilidad como transportistas. También grandes transportistas de mar se han desarrollado dentro de lo transportes multimodales y proporcionan a sus clientes el servicio entrega puerta a puerta, el transportista de mar ofrece transporte desde los remitentes locales (situado en algún sitio interior) hasta todo el camino de las instalaciones del receptor (también frecuente en alguna parte de interior) en vez de solo ofrecer más servicio tradicional frente a frente o servicio puerto a puerto también puede estar ligado a varias cosas.
Hoy los transportes de contenedores son los envíos multimodales más importantes. Sin embargo hay que tener siempre en cuenta que el transporte multimodal no es equivalente al transporte de contenedores y el transporte multimodal es tan factible sin ningún tipo de contenedores.

## Impacto legal del transporte multimodal
Actualmente los transportes multimodales son gobernados por diferentes y frecuentes mandatos, convenios internacionales. Estas convenciones estipulan diferentes bases de la responsabilidad y diferentes limitaciones de responsabilidad para el transportista. Los diferentes convenios existen sin alterar ninguno de los lados y la responsabilidad del transportista está definida según cuándo se ha producido el incumplimiento del contrato. (Por ejemplo, donde los artículos hayan sido dañados por el transporte). Sin embargo, los problemas tienden a surgir si el lugar del incumplimiento del contrato no se puede determinar.